# Kings Of Convenience
Kings of Convenience es un dúo de Indie pop - Indie folk formado por Erlend Øye y Eirik Glambek Bøe y procedente de Bergen, Noruega. Su música, que se basa en las guitarras acústicas, añadiendo ocasionalmente arreglos de cuerda o pianos, tiene una gran influencia de bandas actuales como Belle & Sebastian y de otras clásicas como Simon & Garfunkel. En su música también pueden distinguirse algunos toques de Bossa Nova en la sonoridad de las guitarras.

## Biografía

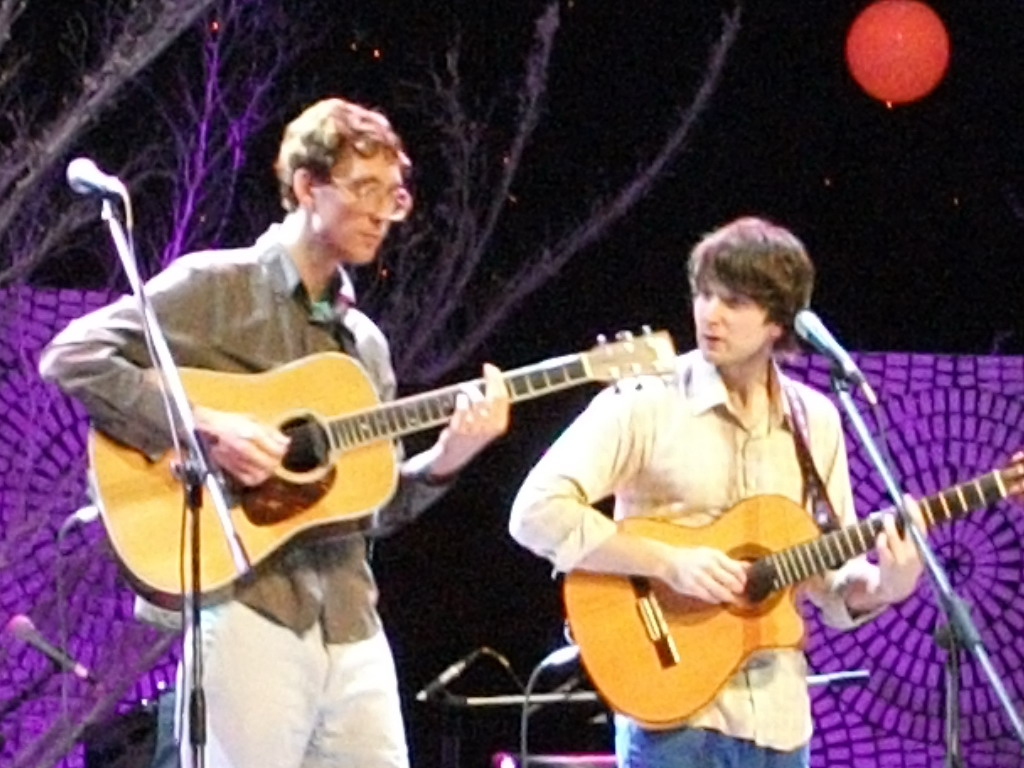
Kings of Convenience en directo, Bangkok, 2010

Los dos integrantes del dúo, nacidos en 1975 y amigos desde los once años, formaron el grupo Skog junto con otros amigos a la edad de dieciséis años, banda con la que llegaron a grabar un EP. 
Ya en formato de dúo, como Kings of Convenience, en 1999 firmaron un contrato con la discográfica independiente estadounidense Kindercore. En 2001 se instalaron en Londres y el dúo consiguió un contrato discográfico con Astralwerks. Allí  grabaron su primer disco, Quiet is the New Loud, álbum producido por Ken Nelson.
Poco después se editó el álbum Versus, donde artistas como Ladytron, Röyksopp, Four Tet o Alfie remezclaban las canciones del dúo. Ese mismo año publicaron un EP, “Magic In The Air”. Meses más tarde Erlend Oye se instaló en Berlín, donde grabó una sesión para la serie DJ Kicks y un disco en solitario titulado Unrest, donde cambiaba los sonidos acústicos por el Synth pop.
En 2004 apareció su segundo disco de estudio, Riot On Empty Street, precedido del sencillo Misread, donde incidían en la línea acústica y melódica de su debut. El álbum contó con la colaboración de la cantautora Feist en varias de sus canciones. El vídeo de su segundo sencillo, I'd Rather Dance with You, fue elegido como mejor vídeo europeo del año por la cadena MTV. 
En la portada de “Quiet Is The New Loud” aparecía junto al dúo Ina Grung, modelo y novia de Eirik que volvió a mostrarse en su segundo álbum, “Riot On Empty Street” (2004).
En 2006, Erlend Oye grabó su primer disco con su proyecto paralelo The Whitest Boy Alive.
El cuarto álbum, llamado Declaration of Dependence, salió a la venta el 20 de octubre de 2009. En junio de 2012, la banda actuó en el festival Primavera Sound de Barcelona y Oporto.

## Discografía
Álbumes
- Quiet Is the New Loud (CD) - Astralwerks - (2001)
- Versus (CD) - Astralwerks - (2001)
- Riot on an Empty Street (CD) - Astralwerks - (2004)
- Declaration of Dependence (CD) - Virgin - (2009)
- Peace or love (CD) - Universal Music - (2021)

Singles
- "Brave New World" (1999)
- "Winning a Battle, Losing the War" (2001)
- "Toxic Girl" (2001) UK #44[2]
- "Failure" (2001) UK #63[2]
- "Winning a Battle, Losing the War" (2001) UK #78[2]
- "Misread" (2004) UK #83[2]
- "I'd Rather Dance with You" (2004) UK #60[2]
- "Cayman Islands" (2005)
- "Know-How" con Feist (2005) UK #86[2]
- "Mrs. Cold" (2009)
- "Boat Behind" (2009)
- "Rocky Trail" (2021)
- "Fever" (2021)

Colaboraciones
- Cornelius - Drop (The Tusen Takk Rework) (2002)
- Feist - 'Know How' y 'The Build Up' (Riot on an Empty Street) y en 'Cayman Islands' incluido en el sencillo "Know-How" (2004)
- Cornelius - Omstart (2006)